# Волинська спілка сільської молоді
Волинська спілка сільської молоді (ВССМ)- польсько-українська молодіжна ідейно-виховна громадська організація. Утворена 1922 року в Польщі. У 1939 році ВССМ об'єднувала близько 10 тис. молодих селян, з яких 80% були українцями. В програмних документах говорилося, що головна її мета — «аби поляк серед українців і українець серед поляків почували себе не як серед ворогів ані не як у гостях, але як між своїми рідними, як у себе вдома». Лояльно ставилася до польської влади. Із встановленням радянської влади восени 1939 припинила свою діяльність.